# Małgorzata Cieśla
Pour les articles homonymes, voir Ciesla.
Małgorzata Cieśla est une ancienne joueuse de volley-ball polonaise née le 15 juin 1986 à Opole. Elle mesure 1,88 m et jouait au poste d'attaquante. 

## Clubs
| Club                     | De        | À         |
| ------------------------ | --------- | --------- |
| SMS PZPS Sosnowiec       | 2003-2004 | 2004-2005 |
| BKS Stal Bielsko-Biała   | 2005-2006 | 2006-2007 |
| AZS AWF Poznań           | 2007-2008 | 2007-2008 |
| MKS Dąbrowa Górnicza     | 2008-2009 | 2008-2009 |
| AZS Białystok            | 2009-2010 | 2011-2012 |
| LTS Legionovia Legionowo | 2012-2013 | 2012-2013 |

## Palmarès
- Coupe de Pologne:
  - Vainqueur :  2006